# バレンタイン2世
1755年から1758年の間に君臨した前のセルビア総主教ヴィケンティエ1世がいました。
セルビア総主教バレンタイン2世（German、Викентије  、英称相当：Vikentije II 1890年8月23日- 1958年7月5日）は第40代だったセルビア正教会の首座たるセルビア総主教。